# Топич, Дадо
Адольф Топич (хорв. Adolf Topić), известный также как Дадо Топич (хорв. Dado Topić) — хорватский рок-музыкант, солист югославских и хорватских рок-групп Dinamita, Korni и Time, представитель Хорватии на конкурсе песни Евровидение 2007.
Музыкальная карьера исполнителя была начата в 1969 с участия в местных музыкальных коллективах. Это принесло ему большую популярность в своей стране. Трижды становился победителем балканских музыкальных фестивалей: фестиваля «Budva» в 2003, «Pjesma Mediterana» и «Sunčane Skale» в 2010. Также он принимал участие в «Etnofest Neum» дважды — в 1997 и 2008.
В 2007 вместе с группой «Dragonfly» принял участие на конкурсе песни Евровидение 2007, проходившем в Хельсинки (Финляндия), где он занял шестнадцатое место в полуфинале

## Дискография
- time (1975)
- time 2 (1976)
- Neosedlani (1979)
- Šaputanje na jastuku (1980)
- Otok u moru tisine (2001)
- Apsolutno sve (2004)
- Ultimate collection (2007)
- Live in Kerempuh (2009)